# Camaridium sterrocaulon
Camaridium sterrocaulon är en orkidéart som beskrevs av Rudolf Schlechter. Camaridium sterrocaulon ingår i släktet Camaridium och familjen orkidéer.
Artens utbredningsområde är Colombia. Inga underarter finns listade i Catalogue of Life.